# IFPI Greece
Международная федерация производителей фонограмм Греции, или просто IFPI Greece — греческий филиал международной федерации производителей фонограмм (IFPI) и официальный поставщик чартов и орган сертификации музыкальных произведений Греции. Ассоциация публикует топ-75 комбинированных репертуарных альбомов, составляя чарт продаж. Чарты публикуются IFPI Greece и спонсируются Cyta Hellas.
Внутреннее торговое название IFPI Greece — Ένωση Ελλήνων Παραγωγών Ηχογραφημάτων (ΕΕΠΗ). Однако, обычно упоминается как IFPI Greece.

## Чарты IFPI Greece

### История
IFPI Greece основал первые официальные музыкальные чарты в Греции в 1989 году. Было два чарта топ-20 альбомов, один для отечественного, а другой для зарубежного репертуара. Права на трансляцию чартов были приобретены компанией ANT1 radio.
Понимая важность наличия национального чарта, который «помог вернуть греческую музыкальную индустрию в поле зрения общественности», IFPI стремился использовать систему, в которой альбомы отслеживались бы на основе фактических продаж публике, а не количества розничных поставок, как это было ранее использовано. Планировалось, что эти реформированные чарты будут работать к началу 1992 года, однако полный пересмотр метода построения чартов так и не был осуществлён, и будущие чарты были вновь основаны на поставках, на этот раз с скорректированными цифрами через выборку запасов магазина записей для формирования оценки фактических потребительских продаж.
В марте 2009 года IFPI Greece объявила, что они закроют свои чарты на определённый период времени, чтобы обновить свою систему построения чартов. Будет происходить переход от оптовых (производитель к розничному продавцу) к точечным (розничный продавец к потребителю) продажам, а также интеграция легальных цифровых загрузок. Внедрение метода отслеживания торговых точек позволит решить давнюю проблему точного отслеживания потребительских продаж, нерешенную проблему, выявленную с 1991 года с первым прекращением использования чартов. Включение цифровых загрузок также подтолкнет к возрождению сингл-чарта, поскольку снижение продаж и выпусков CD-синглов привело к прекращению физического сингл-чарта. Nielsen Soundscan уже занимается мониторингом цифровых загрузок, продаваемых в Греции, который составлен в чартах, опубликованную в настоящее время в разделе международных чартов Billboard.
В январе 2010 года IFPI Greece объявила, что они снова начнут предоставлять топ-50 зарубежных альбомов на своём веб-сайте, хотя реформированная система построения чартов ещё не функционирует. Таким образом, Top 50 Foreign Albums chart продолжает использовать старую систему построения чартов, в то время как это единственный чарт, который они в настоящее время предоставляют. IFPI дебютировал в своём новом чарте в начале октября 2010 года. Новый чарт, Top 75 Combined Repertoire, в настоящее время является единственным чартом IFPI Greece и списки топ-75 отечественных и зарубежных альбомов в стране.

### Текущие чарты

#### Top 75 albums
Чарт Top 75 Combined Repertoire — официальный альбомный чарт Греции. Он дебютировал в октябре 2010 года, заменив и объединив предыдущие отдельные грекоязычные и иностранные альбомные чарты.

#### Top 200 Airplay chart
В 2011 году IFPI Греция стала партнером новой службы радиомониторинга под названием MediaInspector (www.mediainspector.gr) для предоставления официального airplay chart. Компания контролирует в общей сложности более 450 радиостанций по всей Греции и составляет сводный репертуар Top 200 airplay chart, часть которого доступна в открытом доступе по адресу www.airplaychart.gr.

### Бывшие чарты
Top 50 Greek Albums
Top 50 Greek Albums (Top 50 Ελληνικών Aλμπουμ) — чарт был официальным альбомным чартом Греции для грекоязычного репертуара. Продажи внутреннего репертуара выше в Греции по сравнению с другими странами IFPI, что превышает продажи иностранного репертуара. Работа чарта была прекращена в марте 2009 года, а затем заменена Top 75 Combined Repertoire.
Top 50 Foreign Albums
Top 50 Foreign Albums (Top 50 Ξένων Aλμπουμ) — чарт был официальным чартом продаж для Греции иностранного репертуара. Работа чарта была прекращена в марте 2009 года, а затем заменена на Top 75 Combined Repertoire.

### Степени сертификации

#### Отечественный репертуар
| Год             | Золотой | Платиновый |
| --------------- | ------- | ---------- |
| До 1990 года    | 50,000  | 100,000    |
| 1990-1997       | 30,000  | 60,000     |
| 1997-09/2002    | 25,000  | 50,000     |
| 09/2002-09/2006 | 20,000  | 40,000     |
| 09/2006-07/2008 | 15,000  | 30,000     |
| 07/2008-н. в.   | 6,000   | 12,000     |

#### Зарубежный репертуар
| Год             | Золотой | Платиновый |
| --------------- | ------- | ---------- |
| 1997-09/2002    | 15,000  | 30,000     |
| 09/2002-09/2006 | 10,000  | 20,000     |
| 09/2006-06/2007 | 7,500   | 15,000     |
| 06/2007-07/2008 | 5,000   | 10,000     |
| 07/2008-н. в.   | 3,000   | 6,000      |

До 1997 года пороговые значения продаж для иностранного репертуара были такими же, как и для отечественного.

#### DVD
- Золотой: 3,000
- Платиновый: 6,000[12]

До июля 2008 года пороговые значения составляли 5,000 и 10,000 экземпляров соответственно.

#### Синглы
(в настоящее время неактивен)
- Золотой: 3,000
- Платиновый: 6,000[12]

До июня 2007 года пороговые значения составляли 7,500 и 15,000 экземпляров соответственно.

## Чарты Кипра
Музыкальная индустрия Кипра во многом повторяет греческую. Практически все греческие и большинство зарубежных музыкальных релизов выпускаются звукозаписывающими компаниями Греции. Сертификаты на продажу альбомов на Кипре отличаются от греческих: альбомы сертифицированы золотыми с продажами (вместо поставок) в 3,000 экземпляров и платиновыми с продажами в 6,000 экземпляров. (1,500 для золотых синглов / DVD и 3,000 для платины)